# Charmodia lysizona
Charmodia lysizona är en fjärilsart som beskrevs av Druce 1891. Charmodia lysizona ingår i släktet Charmodia och familjen nattflyn. Inga underarter finns listade i Catalogue of Life.